# Centro di taglio (macchina utensile)
Il centro di taglio è una macchina utensile usata per il taglio e la lavorazione in forme complesse di parti in marmo, granito o di altri materiali.
Spesso viene chiamata anche impropriamente fresa, un termine che indicherebbe solo gli utensili da utilizzare su questo tipo di macchine. 
Il centro di taglio negli ultimi anni ha subito una vera e propria trasformazione, ora i centri di taglio sono sempre più automatizzati e grazie all'utilizzo del controllo numerico sono divenuti sempre più veloci e versatili.
Con l'utilizzo di un centro di taglio moderno si possono eseguire lavorazioni molto complesse in maniera semplice e completamente automatica.

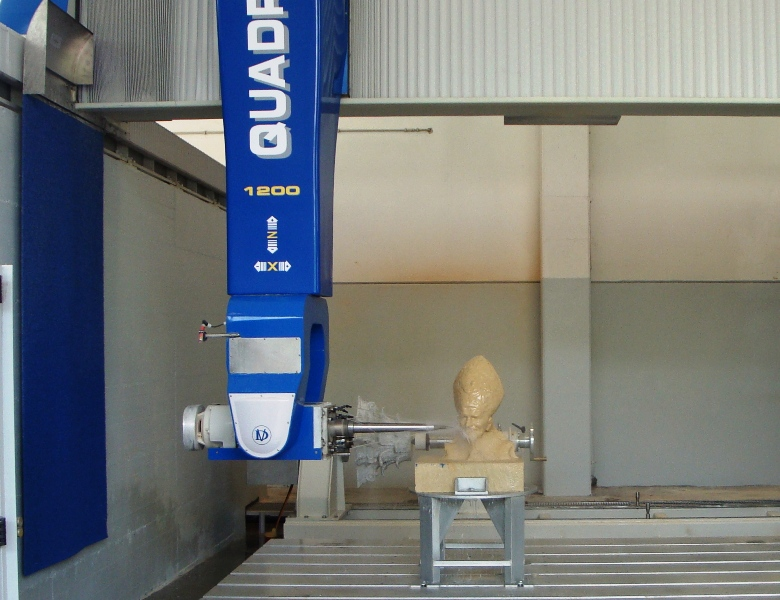
lavorazione di una statua con centro di taglio a controllo numerico.

## Descrizione e caratteristiche

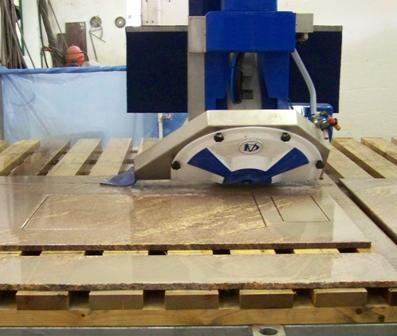
Taglio piano cucina in granito con centro di taglio.

Nella sua forma più semplice il centro di taglio non è altro che un motore, solitamente piuttosto potente, su cui è fissato, tramite un mandrino, un utensile dotato di bordi taglienti(lama) o (fresa) che ruotano sull'asse della punta stessa. 
L'utensile devono essere in grado di spostarsi sulla superficie del pezzo, per eseguire la lavorazione, nei centri di taglio moderno questo avviene lasciando il banco fisso e spostando la testa motorizzata lungo i suoi assi.
I centri di taglio possono lavorare manualmente o con sistemi computerizzati: in questo caso la macchina viene definita "a controllo numerico", o "CNC" (controllo numerico computerizzato).
I centri di taglio CNC più moderni sono dotati di sistemi automatici per la sostituzione degli utensili, in grado di rendere interamente automatizzato il processo produttivo: questo permette partendo dal materiale grezzo di arrivare ad un pezzo finito anche senza intervento umano, rendendo le lavorazioni più veloci ed economiche.
Il pregio principale dei centri di taglio è di avere pochissimi limiti di forme realizzabili nelle lavorazioni e di poter svolgere con un solo programma di lavoro diverse operazioni complesse comprendenti forature, rettifiche, alesature, tagli, arrotondamenti, lucidatura...
I centri di taglio sono macchine strutturalmente molto solide, perché devono assorbire le notevoli vibrazioni generate dalla testa motorizzata senza permettere a questa di oscillare o scuotersi. Quando si procede a lavorazioni su materiali duri o con velocità molto elevate (che arrivano a decine di migliaia di giri al minuto) si utilizzano liquidi lubrificanti per ottimizzare il raffreddamento della punta e per ridurre gli sforzi.
Il lubrificante ha anche la funzione di trattenere le polveri e i trucioli per farli defluire in modo controllato, evitando che aumentino il consumo delle frese o ne intacchino il filo tagliente.

## Tipi di centri di taglio
I centri di taglio sono macchine a 4 o più assi.
I centri di taglio con 4 o più assi sono indicati per lavorazioni di alta precisione.
I centri di taglio a 4 o più assi consentono, grazie agli assi controllati simultaneamente, di completare le lavorazioni necessarie per 3 o più facce contemporaneamente. Nel caso di un centro di taglio a 5 assi è possibile lavorare fino a 5 facce con un unico serraggio del pezzo, rimanendo naturalmente esclusa dalla lavorazione la faccia utilizzata per lo staffaggio.
I centri di taglio moderni per la lavorazione del marmo e granito sono dotati di sistemi automatici per la movimentazione e posizionamento del pezzo, possono inoltre (grazie a una macchina fotografica) acquisire immagine del materiale da tagliare con lo scopo di semplificare la distribuzione delle sagome da tagliare sulla lastra.